# Камчатскэнерго
ПАО «Камчатскэнерго» — российская региональная энергетическая компания, входит в группу РусГидро. Штаб-квартира компании расположена в городе Петропавловск-Камчатский. Обеспечивает энергоснабжение на территории Камчатского края, эксплуатирует большинство геотермальных электростанций России.

## Собственники и руководство
Основные владельцы компании на 31.12.2023 г.:
- АО «РАО ЭС Востока» — 70,94 %. В свою очередь, РАО ЭС Востока полностью принадлежит ПАО «РусГидро»
- ПАО «РусГидро» — 27,97 %
- иные акционеры — 1,09 %

Генеральный директор — Новиков Алексей Николаевич.

## Деятельность и активы
Является основным гарантирующим поставщиком электрической энергии в Центральном и Озерновском энергоузлах Камчатского края, также  осуществляет теплоснабжение. Является интегрированной компанией, занимающейся производством и распределением электроэнергии и тепла. Особенностью энергетики Камчатского края является её обособленность от Единой энергетической системы России и соседних дальневосточных регионов.
По состоянию на конец 2023 года компания (без учёта дочернего общества АО «ЮЭСК») эксплуатирует электростанции и котельные общей электрической мощностью 455,32 МВт (с учётом станций Толмачёвского каскада ГЭС, находящихся в доверительном управлении — 500,52 МВт) и общей тепловой мощностью 1204,73 Гкал/ч. Генерирующие активы компании представлены следующими станциями:
- Камчатская ТЭЦ-1 — 204 МВт, 289 Гкал/ч
- Камчатская ТЭЦ-2 — 160 МВт, 410 Гкал/ч
- Мутновская ГеоЭС — 50 МВт
- Верхне-Мутновская ГеоЭС — 12 МВт
- Паужетская ГеоЭС — 12 МВт
- Толмачёвская ГЭС-1 — 2 МВт (в доверительном управлении)
- Толмачёвская ГЭС-2 — 24,8 МВт (в доверительном управлении)
- Толмачёвская ГЭС-3 — 18,4 МВт (в доверительном управлении)
- Озерновская ДЭС — 5,57 МВт
- Резервные ДЭС — 11,75 МВт
- Котельные, включая электробойлеры — 505,73 Гкал/ч.

Выработка электроэнергии станциями ПАО «Камчатскэнерго» в 2023 году составила 1613,6 млн кВт.ч, отпуск тепловой энергии — 1794,47 тыс. Гкал.
Передача и распределение электроэнергии производится по линиям электропередачи напряжением 0,4-220 кВ общей длиной 4015,5 км (по цепям), используется 984 трансформаторных подстанций общей мощностью 1856,58 МВА, эксплуатируется 905,8 км тепловых сетей.
Дочернее общество компании, АО «Южные электрические сети Камчатки» (АО «ЮЭСК») работает в зоне децентрализованного энергоснабжения Камчатского края и эксплуатирует объекты генерации общей мощностью 74,873 МВт, в том числе Быстринскую ГЭС (1,71 МВт), ВЭС в п. Усть-Камчатск (1,175 МВт) и ВЭС в с. Никольское (0,55 МВт). Остальные мощности представлены 20 дизельными электростанциями и рядом котельных общей тепловой мощностью 48,4 Гкал/ч. Также эксплуатируется линии электропередачи напряжением 0,4-35 кВ общей длиной 963,6 км (по цепям), используется 355 трансформаторных подстанций общей мощностью 194,2 МВА, эксплуатируется 67 км тепловых сетей.

## Структура
В состав ПАО «Камчатскэнерго» входят следующие филиалы:
- Камчатские ТЭЦ (Камчатские ТЭЦ-1 и ТЭЦ-2)
- Возобновляемая энергетика (геотермальные электростанции и Толмачёвские ГЭС)
- Коммунальная энергетика (котельные)
- Региональное диспетчерское управление
- Центральные электрические сети

ПАО «Камчатскэнерго» имеет одно 100 % дочернее общество: АО «Южные электрические сети Камчатки»

## История
Районное энергетическое управление «Камчатскэнерго» было создано в 1964 году с целью централизации управления существующими энергообъектами Камчатки, которые на тот момент включали в себя пять энергопоездов, две паротурбинные электростанции и более десяти дизельных электростанций, общей мощностью 22 МВт.
В сентябре 1964 года было начато строительство первой крупной электростанции на Камчатке — Камчатской ТЭЦ-1. Первый пусковой комплекс станции был введен в эксплуатацию 30 мая 1965 года, в 1980 году Камчатская ТЭЦ-1 вышла на проектную мощность. 15 марта 1954 года Президиум АН СССР поручил Лаборатории вулканологии направить на Южную Камчатку геотермальную экспедицию. В 1955 году по итогам работы экспедиции было выбрано место бурения скважины на Паужетских термальных источниках. Первая скважина была пробурена в 1957 году, геологоразведочные работы закончились в 1962 году, что позволило перейти к проектированию и строительству Паужетской ГеоЭС. Пуск новой станции состоялся в 1966 году.
К началу 1980-х годов мощностей Камчатской ТЭЦ-1 для энергоснабжения Центрального энергорайона Камчатки стало не хватать. Изначально рассматривался проект строительства атомной электростанции, но в итоге предпочтение было отдано возведению ещё одной тепловой электростанции. Подготовительные работы по строительству Камчатской ТЭЦ-2 были начаты в 1978 году, первый турбоагрегат ТЭЦ-2 был введен в эксплуатацию в 1985 году, второй — в 1987 году.
В начале 1990-х годов зависимая от привозного мазута энергетика Камчатки вступила в перманентный кризис, связанный с высокой стоимостью топлива и хроническими неплатежами потребителей. Было принято решение переориентировать энергетику региона на местные ресурсы — природный газ, геотермальную и гидравлическую энергию. В 1993 году администрацией Камчатского края было принято решение о газификации основных энергетических объектов края на основе запасов местного Кшукского и Нижне-Квакчинского газоконденсатных месторождений. К 2010 году в рамках инвестиционного проекта Газпромом был построен газопровод «Соболево — Петропавловск-Камчатский», что позволило в 2010—2012 годах перевести Камчатские ТЭЦ с дорогостоящего мазута на природный газ.
В 2011 году «Камчатскэнерго» вошло в состав группы «РусГидро». В 2019 году к компании были присоединены ПАО «Геотерм» (геотермальные электростанции) и ПАО «Камчатский газоэнергетический комплекс» (Толмачёвский каскад ГЭС).

## Трагедия
В январе 2016 года, трое детей выходили из школы после уроков и провалились в яму с кипятком. В результате, все три ребёнка сварились заживо, а на коммунальщиков Камчатскэнерго завели уголовное дело. На скамье подсудимых оказались 5 сотрудников Камчатскэнерго, а именно начальник тепловых сетей филиала Евгений Королёв, начальник первого района тепловых сетей Дамир Баширов и рабочие. Евгений Королёв был приговорён к 4 годам 9 месяцам лишения свободы, его подчинённые отправились в колонию-поселение на 3 года.